# Kishō Kurokawa

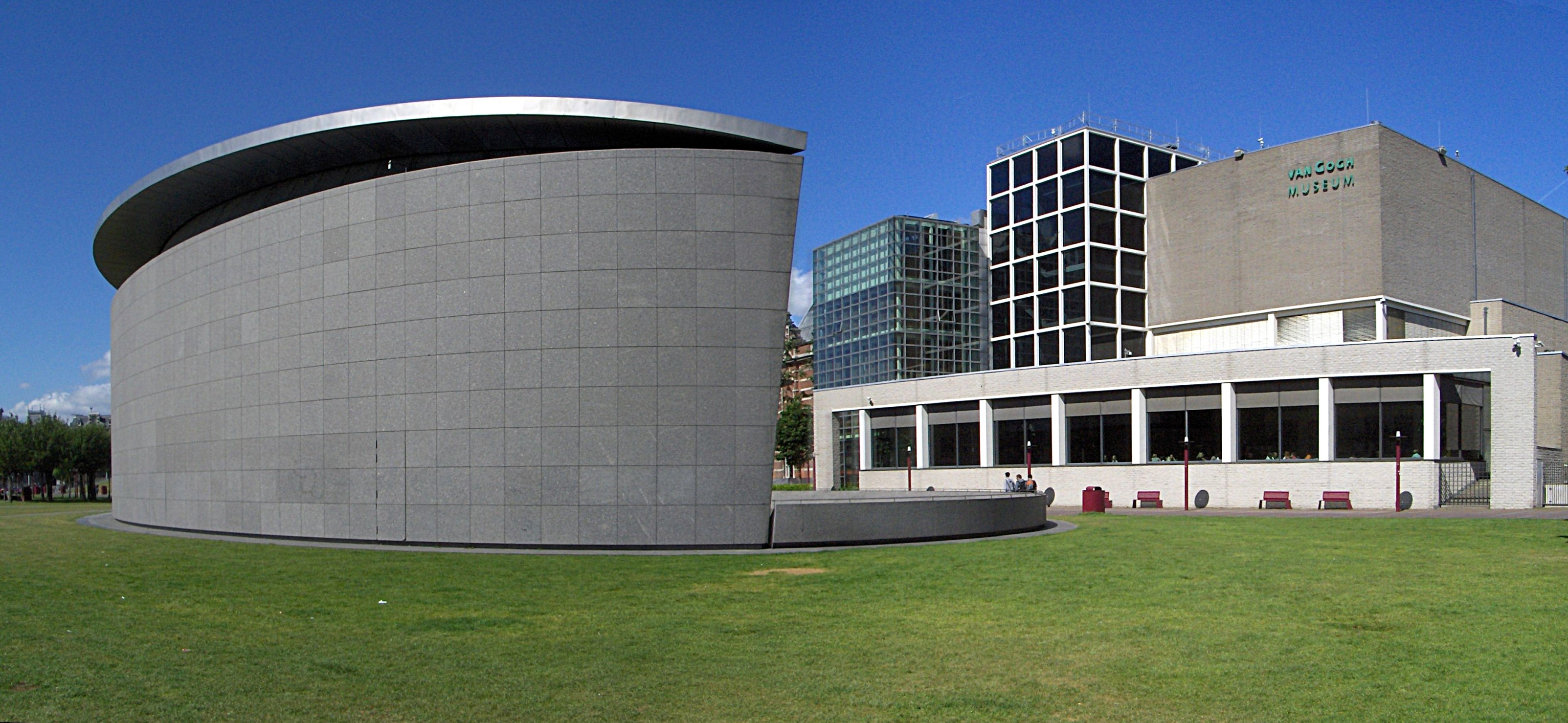
Muzeum Van Gogha w Amsterdamie zaprojektowane przez Kishō Kurokawę

Kishō Kurokawa (jap. 黒川纪章 Kurokawa Kishō; ur. 8 kwietnia 1934, zm. 12 października 2007) – japoński architekt i teoretyk, jeden z uczniów Kenzō Tange i twórców architektury metabolizmu, projektant licznych budowli w Japonii (m.in. wieżowców z wymienialnymi elementami kapsułowymi w Nagoya i Tokio, w tym ostatnim architekt Nakagin Capsule Tower budowanej w latach 1970-1972; także projektant terminalu pasażerskiego portu lotniczego Astana w lutym 2005 roku) oraz w Europie.